# Олишковецька ділянка
«Олишковецька ділянка» — ботанічна пам'ятка природи місцевого значення в Україні. Пам'ятка природи розташована на території Тернопільського району Тернопільської області, с. Олишківці, водно-болотний масив в межах заплави р. Гнізни між селами Олишківцями та Витківцями.
Площа — 7,80 га, статус отриманий у 1994 році.